# ホル
ホル（Hor, 在位：紀元前1760年頃）は、エジプト第13王朝のファラオである。トリノ王名表では、Au-ib-Re と記載されている。在位期間がごく短かったため、この時代には王の墓として通常建設されていたピラミッドを建設できなかったと考えられている。
ホルは、ダハシュールにあるアメンエムハト3世のピラミッドの隣の竪穴式墳墓に葬られていることで知られている。この墓はほぼ完全な形で発見され、一部に金箔の貼られた王の棺や像、宝石、カノプス壺、銘が刻まれた2本の石碑等も残っていた。
ホルの墓の隣にはホルの娘だと考えられている Nubhetepti-khered の手つかずの墓も見つかった。
ホルは非常に短命な支配者であった。彼については古代エジプト芸術を代表する木像の例として後世に伝わるものが有名であり、現在カイロのエジプト考古学博物館に保存されている。紀元前1760年頃にわずか7ヶ月統治を行ったに過ぎないと考えられている。このことは、彼が自身の墓を建造する時間がなく、像も木製のものしか作られなかったという考古学上の遺物とも符合する。

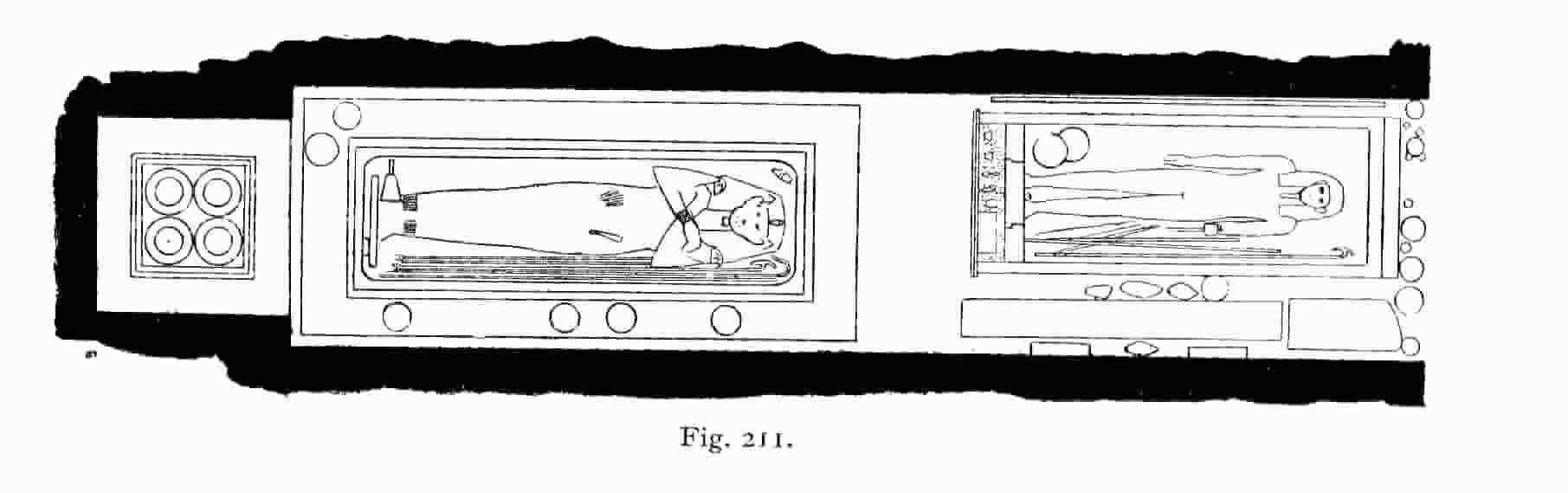
ホルの墓の平面図